# Lengyel Loránd
Lengyel Loránd (Brassó, 1921. április 19. – 2014. szeptember 25.) erdélyi magyar lutheránus teológiai író, egyetemi tanár.

## Életútja
Szülővárosa Római Katolikus Gimnáziumában érettségizett (1940), a Református Theologia nagyenyedi tagozatán szerzett lutheránus lelkészi diplomát (1945). Brassói segédlelkész, vallástanár, 1946-tól a Bethlen Gábor Kollégium tanítóképzőjének tanára. Közben elvégezte a Bolyai Tudományegyetemen a pedagógia-lélektan-művészettörténet (1948) s a magyar nyelv és irodalom (1950) szakot. A Kolozsvári Protestáns Teológiai Intézetben tanársegéd, 1951-től előadótanár. Erlangeni tanulmányútja (1969) után megvédte Az istentisztelet homiletikai és liturgiai egysége c. disszertációját (1971), majd professzor 1984-től nyugalomba vonulásáig (1991).

## Munkássága
Első írása a Református Szemlében jelent meg. Dolgozatai elsősorban a liturgika, szónoklattan és egyházjog kérdéskörébe vágnak. Az egyházjog mint teológiai diszciplína c. tanulmánya a Református Szemle után egy Glauben und dienen c. müncheni kiadványban németül is megjelent (1980). Gondolatok a barátságról c. írását az Evangélikus Harangszó (1990/6), Az új Luther-kép körvonalai c. fejtegetését a Református Szemle (1991/5) közölte.
Szaktárgya az ének-zene is. Megzenésítette Juhász Gyula, Ady, József Attila, Erdélyi József, Zelk Zoltán néhány versét, és Csép Sándor Mátyás, az igazságos c. darabjához kísérőzenét szerzett (előadta a kolozsvári rádió, 1990. december 31.).